# Micranthemum reflexum
Micranthemum reflexum är en tvåhjärtbladig växtart som först beskrevs av Charles Wright och August Heinrich Rudolf Grisebach, och fick sitt nu gällande namn av John Wright. Micranthemum reflexum ingår i släktet Micranthemum och familjen Linderniaceae. Inga underarter finns listade i Catalogue of Life.